# Бартатский сельсовет
Бартатский сельсовет - сельское поселение в Большемуртинском районе Красноярского края.
Административный центр - село Бартат.

## Население
| 2010 | 2012  | 2013  | 2014  | 2015  | 2016  | 2017  |
| ---- | ----- | ----- | ----- | ----- | ----- | ----- |
| 1135 | ↗1158 | ↘1138 | ↘1109 | ↗1124 | ↗1125 | ↗1126 |

## Состав сельского поселения
В состав сельского поселения входят 3 населённых пункта:
| № | Населённый пункт | Тип населённого пункта       | Население |
| - | ---------------- | ---------------------------- | --------- |
| 1 | Бартат           | село, административный центр | 728       |
| 2 | Верх-Подъёмная   | деревня                      | 84        |
| 3 | Тигино           | деревня                      | 323       |

## Местное самоуправление
Бартатский сельский Совет депутатов
Дата избрания: 14.03.2010. Срок полномочий: 5 лет. Количество депутатов: 10
Глава муниципального образования
- Шейко Анатолий Ефимович. Дата избрания: 14.03.2010. Срок полномочий: 5 лет